# Руднєв Дмитро Федорович
Дмитро́ Фе́дорович Ру́днєв (26 травня 1902 року — 20 травня 1987 року) — український ентомолог, фахівець із комах — шкідників лісу. Професор, доктор біологічних наук. Зав. лабораторії Інституту ентомології і фітопатології АН УРСР.

## Біографія
Дмитро Федорович Руднєв народився у містечку Корсунь на Київщині (зараз Корсунь-Шевченківський Черкаської області. Під час Громадянської війни у Росії підлітком пішов працювати ковалем у залізничних майстернях. На початку 1920-х років він став студентом Ленінградського лісового інституту (нині Санкт-Петербурзький державний лісотехнічний інститут) за спеціальністю лісівництво.
Виробничу практику він проходив на Дарницькій лісовій дослідній станції у Бортничах, поблизу Києва. Тут він здійснив своє перше наукове дослідження, предметом якого стали жуки-короїди. Працював він під керівництвом відомого фахівця з лісової ентомології З. С. Голов'янка. Закінчивши навчання (1926) Д. Руднєв працював в Інституті зоології Академії наук України. Згодом у цьому закладі він закінчив аспірантуру Інституту зоології АН УРСР, обіймав посаду старшого наукового співробітника і провадив поглиблені дослідження шкідників лісу. За сукупністю наукових публікацій йому присудили науковий ступінь кандидата біологічних наук (1935)
Наступного року його успішну наукову діяльність перервав арешт. Подібно до тисяч громадян СРСР вчений став жертвою необґрунтованих політичних репресій. Приводом для звинувачень стала публікація у «нацистській Німеччині» наукової статті. І хоча у ній були викладене те, що Д. Руднєв до того опублікував в СРСР, його запроторили на 8 років заслання до Магаданського краю. У засланні він працював на лісозаготівлі, після обмороження йому ампутували пальці на обох ногах, він двічі уникнув розстрілу. Навіть у цих жахливих умовах він збирав наукові дані про короїдів, а коли працював на метеостанції — і про місцеву погоду
Відбувши покарання, Дмитро Федорович повернувся до Києва (1944). Учений попервах працює інженером лісозахисту Київського управління лісового господарства. З 1946 року й до виходу на пенсію (1977) його діяльність пов'язана з Інститутом ентомології і фітопатології АН УРСР. Руднєв стає старшим науковим співробітником лабораторії екології та групи патології комах, а з 1951 року очолює ентомологічні лабораторії та відділи. Він захистив докторську дисертацію (1953), став професором (1959). У 1973—1977 роках Д. Руднєв працював як старший науковий співробітник-консультант.
У травні 1987 року Дмитро Федорович Руднєв пішов із життя.

### Сім'я
- Мати Тетяна Романівна Руднєва
- Дружина (перший шлюб) — зникла в період окупації Києва німцями (1941—1943).
- Дружина (другий шлюб) Руфіна Іванівна Земкова
- Сестра Ольга Федорівна, у шлюбі Дробницька (1894, Польща — 5.06.1938), жила у Києві, працювала в ботанічному саду. Була заарештована у 1936 році за листування із рідним братом, який мешкав за кордоном. Звинувачена у контрреволюційній троцькістській діяльності, 7.05.1938 засуджена до 5 років ув'язнення. Знову заарештована вже у концтаборі і там розстріляна. У червні 1989 року реабілітована[4].

## Наукова та науково-педагогічна діяльність
Найбільше уваги Дмитро Федорович приділяв вивченню шкідників лісу, особливо жукам-короїдам і великому дубовому вусачеві.
До вивчення соснових короїдів Д. Руднєва залучили ще під час студентської практики у Бортничах (див. вище). Наукові матеріали, зібрані у його магаданському засланні, виявили видовий склад короїдів у невивченому до того регіоні і зв'язок їх екології з тамтешніми суворими кліматичними умовами.
Наприкінці 1920-х років він досліджував великого дубового вусача у Чорному лісі на Кіровоградщині. Учений встановив, що масові розмноження шкідника є наслідком суцільного вирубування лісу, і дав рекомендації, як зробити лісозаготівлі раціональнішими. Глибоке вивчення поширення, екології та господарського значення цього виду дозволили вченому підготувати докторську дисертацію, низку вагомих статей та монографію (1957).
У перші повоєнні роки Д. Ф. Руднєв активно розробляв захист рослин за допомогою пестицидів. Було створено низку практичних рекомендацій для боротьби з комахами – шкідниками кореневої системи сосни, листя, глиці, стовбурів лісових дерев. У числі перших в СРСР він працював над використанням малооб'ємного обприскування, яке суттєво підвищувало економічність захисних заходів. Праці Д. Ф. Руднєва щодо захисту лісоматеріалів стали у нагоді, коли виникла потреба ліквідувати великі вітровали лісу в Карпатах.
Разом із тим, Д. Ф. Руднєв ще у другій половині 1950 років розпочав роботи у галузі нехімічного захисту рослин. Зокрема, в цьому напрямку він спрямовував свої зусилля і поміч колег на вивчення факторів природної стійкості рослин до шкідників і розробку шляхів підвищення цієї стійкості
Д. Ф. Руднєв також випробував хімічний захист плодових садів і полезахисних лісосмуг, засоби боротьби з буряковим довгоносиком. Ще у 1930-х роках він виконав роботи, які виявили залежність плодючості і смертності непарного шовкопряду від раціону його гусіні.
Дмитро Федорович оприлюднив 223 наукові праці, в тому числі 10 книг. Він підхопив естафету З. С. Голов'янка у створенні й розвиткові Київської наукової школи лісової ентомології. Серед його учнів 20 кандидатів наук: Г. І. Васечко, А. М. Войтенко, О. А. Грикун, В. І. Гримальский, В. А. Гродськийо, С. П. Калініченко, В. С. Карасьов, Н. Е. Кононова, Л. І. Лінник та інші і доктор наук, професор В. П. Смілянець.

## Основні праці[3]
- К биологии короедов // Труды по лесному опытному делу Украины (Киев), 1926, вып. 5. * Великий дубовий скрипун (Cerambyx cerdo) L. — Всеукраїнська Академія Наук, Інститут зоології та біології, К., 1935. — 141 с.
- Вплив якості харчу на плідність непарного шовкопряду // Зб. праць відділу екології наземних тварин, 1936, № 3.
- Определение яйцепродукции непарного шелкопряда по куколкам. Зоологический журнал, 1951, т. 30, № 3.
- О прогнозе вредителей леса и планироавании мероприятий по борьбе с ним. Зоологический журнал, 1953 т.32, № 2.
- Большой дубовый усач в лесах Советского союза. — К.: изд-во Академии Наук УССР, 1957. — 212 с.
- Короеды (Ipidae) Магаданской области // Энтомологическое обозрение, 1958, т. 37, № 2.
- Влияние физиологического состояния растений на массовое размножение вредителей леса // Зоологический журнал, 1962, т.41, № 3, с. 313—329.
- Вплив способу рубки на масове розмноження короїдів в ялинових лісах Карпат // Вісник сільськогосподарської науки, 1962, № 3 [у співавторстві з В.I. Гримальським та Г.I. Васечко].
- Обоснование и эффективность применения малообъёмного опрыскивания в борьбе с вредителями сельскохозяйственных культур и древесных насаждений. — В кн. «Развитие механизмов и средств борьбы с вредителями и болезнями растений», вып. 1. М.: Бюро технической информации, 1963, с. 64–67.
- Пути повышения устойчивости сосновых насаждений к вредителям на Нижнеднепровских песках // Зоологический журнал, 1964, т. 43, № 6, с. 831—840 [у співавторстві з Н. Е. Кононовою].
- Шляхи підвищення стійкості соснових культур проти шкідників на Нижнєдніпровських пісках // Вісник сільськогосподарської науки, 1964, № 8, с. 79–83 [у співавторстві з Н. Е. Кононовою].
- Лесная энтомология. — М.: Лесная пром-ть, 1965. — 369 стр. [у соавторстве з Н.Падієм, Б. Ривкіним, Н. Храмцовим].
- Химические средства в борьбе с вредными насекомыми, 1966. Издательство «Лесная промышленность», Москва, 183 стр.
- Устойчивость сосны крымской против вредных насекомых // Лесное хозяйство, 1966, № 5, с. 23-25 [у співавторстві з В. П. Смілянцем].
- Сравнительная устойчивость сосны крымской и обыкновенной к вредителям на Нижнеднепровских песках // Зоологический журнал, 1968, т. 48, № 2, с. 231—237 [у співавторстві з В. П. Смілянцем].
- Вредители плавневых лесов и борьба с ними на юге Украины // Лесное хозяйство, 1968, № 5, с. 64-65 [у співавторстві з В. С. Карасьовим].
- Природні захисні речовини хвойних порід від шкідливих комах // Доповіді АН України, Серія Б, 1968, № 7, с. 657—659[у співавторстві з М. В. Кузнєцовим і В. П. Смілянцем].
- Монотерпены из сосны крымской и обыновенной как фактор их устойчивости к вредным насекомым. — В кн.. Тр. 3-й зоол. конф. БССР. Минск, 1968, с. 212—214 [у співавторстві з В. П. Смілянцем].
- Біологічна активність терпенів як фактор стійкості сосни проти шкідливих комах. — В зб. «Захист рослин», 1969, № 8, Київ, с. 90–100 [у співавторстві з В. П. Смілянцем].
- Причины массовых размножений вредителей // Защита растений, 1969, № 7, с.42–44.
- Значение защитных веществ в устойчивости сосны против вредителей // Лесное хозяйство, 1969, № 12, с.51–52. [у співавторстві з А. Акімовим, Н. Лиштвановою, В. П. Смілянцем].
- Біологічний вплив терпеноїдів сосни звичайної на комах i кліщів // Вісник сільськогосподарської науки, 1970, № 7, с. 71–74. [у співавторстві з А. М. Войтенком і В. П. Смілянцем].
- Природа и ядохимикаты. — М.: Лесная пром-ть, 1971. — 144 с. [у співавторстві з Н. Е. Кононовою].
- Причини масового розмноження шкідливих комах i природа стійкості рослин. — В зб. «Захист рослин», 1971. № 14, с. 11–19.
- Короеды — Ipidae, 1974. — В кн.: В. П. Васильев (ред.) Вредители сельскохозяйственных культур и лесных насаждений, т.II. К.: Урожай, 1974, с. 177—217 [у співавторстві з Г. І. Васечко].
- Лесохозяйственные мероприятия как способ повышения устойчивости и производительности дубрав на Украине //Лесоведение, 1975, № 4, с. 44–52. [у співавторстві з П. А. Рибачком і Г. І. Васечко].
- Устойчивость растений в защите от вредителей // Журнал общей биологии, 1978, т. 39, № 3, с. 414—421 [у співавторстві з В. П. Смілянцем].